# 新中国篮球运动杰出贡献奖
1949年至1999年新中国篮球运动杰出贡献奖，俗称新中国篮球50杰。1999年5月8日，中国篮球协会为纪念中华人民共和国成立50周年，表彰曾经在中华人民共和国篮球发展的各个时期做出过突出贡献的运动员，授予50位运动员1949年至1999年新中国篮球运动杰出贡献奖。